# Dani Marino
Daniela dos Santos Domingues Marino, plus connue sous le nom de Dani Marino est une professeure et chercheuse brésilienne sur la bande dessinée. Elle est diplômée en Lettres et titulaire d'une maîtrise en communication de l'ECA-USP. Elle est également membre de l'Observatório de Histórias em Comics et a collaboré au portail de la culture pop Minas Nerds,,,,,.
En 2019, elle et l'historienne Laluña Machado ont lancé le livre Mulheres & Quadrinhos, qui rassemble 120 femmes impliquées dans la bande dessinée au Brésil. Ces artistes participent avec des bandes dessinées, des interviews, des témoignages et des textes académiques dans plus de 500 pages. Toujours en 2020, Marino a fait ses débuts en tant qu'écrivain de bande dessinée avec la bande dessinée Lia Harumi: Sem Limites, co-écrite par Carol Pimentel et dessinée par Lia Harumi (qui a inspiré le personnage principal du livre),,,,.
En 2020, Dani a remporté le Troféu HQ Mix dans les catégories "Livre théorique" et "Publication mix", toutes deux pour le livre Mulheres & Quadrinhos.